# Goražde, Berane
Goražde este un sat din comuna Berane, Muntenegru. Conform datelor de la recensământul din 2003, localitatea are 560 de locuitori (la recensământul din 1991 erau 599 de locuitori).

## Demografie
În satul Goražde locuiesc 442 de persoane adulte, iar vârsta medie a populației este de 39,2 de ani (38,0 la bărbați și 40,5 la femei). În localitate sunt 158 de gospodării, iar numărul mediu de membri în gospodărie este de 3,54.
Această localitate este populată majoritar de sârbi (conform recensământului din 2003).
|  |

| Demografie | Demografie | Demografie |
| An         | Locuitori  | Locuitori  |
| ---------- | ---------- | ---------- |
|            |            |            |
|            |            |            |
|            |            |            |
|            |            |            |
| 1948       | 804        |            |
| 1953       | 802        |            |
| 1961       | 723        |            |
| 1971       | 737        |            |
| 1981       | 685        |            |
| 1991       | 599        | 599        |
| 2003       | 599        | 560        |

| \| Componența etnică conform recensământului din 2003[2] \| Componența etnică conform recensământului din 2003[2] \| Componența etnică conform recensământului din 2003[2] \| Componența etnică conform recensământului din 2003[2] \| Componența etnică conform recensământului din 2003[2] \| \| ----------------------------------------------------- \| ----------------------------------------------------- \| ----------------------------------------------------- \| ----------------------------------------------------- \| ----------------------------------------------------- \| \| \| \| \| \| \| \| Sârbi \| Sârbi \| \| 373 \| 66,6% \| \| Muntenegreni \| Muntenegreni \| \| 165 \| 29,46% \| \| necunoscută \| necunoscută \| \| 0 \| 0% \| |              |  |     |        |
| Componența etnică conform recensământului din 2003 |              |  |     |        |
| |              |  |     |        |
| Sârbi | Sârbi        |  | 373 | 66,6%  |
| Muntenegreni | Muntenegreni |  | 165 | 29,46% |
| necunoscută | necunoscută  |  | 0   | 0%     |